# Сиклифф (Калифорния)
Сиклифф (англ. и исп. Seacliff) ― некорпоративная община в округе Санта-Круз, штат Калифорния, США, которая включает в себя пляж штата Сиклифф. Она является одной из нескольких мелких общин, совокупная численность населения которых составляет 24,402 формирования неинкорпорированного города Аптос местная Торгово-промышленная палата совместно с: деревней Аптос, Аптос-Хилс-Ларкин-Валли, Кабрильо, Рио-дель-Мар.
В статистических целях Бюро переписи населения США определило Сиклифф как место, предназначенное для проведения переписи населения (CDP). Определение этого района, данное в ходе переписи, может не совсем соответствовать местным представлениям о местности с таким названием. Согласно данным переписи населения США 2010 года, численность населения Сиклиффа составляла 3267 человек.

## География
По данным Бюро переписи населения США, площадь округа составляет 0,8 квадратных миль (2,0 км²), из которых 99,90% приходится на сушу и 0,10% - на воду. Сиклифф расположен на высоте 144 фута (44 м). По данным переписи населения США 2010 года, численность населения Сиклиффа составляла 3267 человек.